# Пали
Па́ли (Pāli, синг. පාලි, деванагари: पालि) — пракрит одного из среднеиндийских языков индийской (или индоарийской) группы индоевропейской семьи языков. Слово пали означает «строка, строфа» и имеет прямое отношение к каноническим буддийским текстам Тхеравады.
Наиболее объёмным произведением на языке пали является канон тхеравадинов «Типитака» и комментарии к нему. Из неканонической литературы выделяются исторические хроники — «Дипавамса», «Махавамса» и «Чула-вамса», излагающие события истории острова Шри-Ланка. В настоящее время пали является основным языком буддийских церемоний на Шри-Ланке, в Мьянме, Таиланде, Лаосе и Камбодже, на нём написаны и многочисленные религиозные, философские, научные и юридические произведения.
Как одно из великих наследий прошлого, палийская литература изучается в Европе, США, Индии, на Шри-Ланке, в Индокитае и Японии.
Изначально пали был основан на языке, на котором говорили, начиная с VII в. до н. э, высшие классы в Кошале в Северной Индии (на родине Будды). Вопреки распространенному мнению, язык пали не тождественен языку магадхи. Впоследствии Кошала была завоёвана Магадхой и пали, впитав в себя восточноиндийские элементы («магадхизмы»), стал одним из диалектов этого царства.
Выделяются четыре вида пали:
- язык стихотворных частей Канона;
- язык канонической прозы;
- язык комментаторской литературы;
- язык позднейшей литературы, со многими новообразованиями, отступлениями от правил, иноязычными влияниями.

Стандартизированный язык был создан в третьем или четвёртом веке н. э.

## История развития
О месте и времени зарождения пали учёные к единому мнению пока что не пришли, но традиционно считается, что пали возник в VII—VI веках до н. э. из западных среднеиндийских диалектов, а затем впитал в себя восточноиндийские элементы. Как сказал современный буддийский учёный Валпола Рахула: «То, что мы называем сегодня па́ли, — это не однородный, а составной язык, содержащий в себе много диалектных форм и выражений».

### Шри-Ланка
На Шри-Ланке пали распространился ещё до нашей эры. В V веке появляется огромное количество комментаторской литературы к «Палийскому канону». Среди комментаторов выделяются Буддхагхоша, Буддхадатта (автор пяти руководств к канону) и Дхаммапала.
В XII веке начался новый период в истории палийской литературы: «Джиначарита» (поэма о Будде), труды по грамматике, лексике и просодии Каччаяны и Моггалланы, вторичная комментаторская литература и т. п.
В Мьянме и странах Индокитая литература на языке пали начала развиваться позже и в значительной степени в зависимости от соответствующих сочинений, созданных на острове Шри-Ланка.
Ко II тысячелетию пали распространился к востоку от Индии.
Пали оказал значительное влияние на ряд языков Юго-Восточной Азии и сохранился как живой язык письменности в буддийских странах (Шри-Ланка, Мьянма, Таиланд, Лаос, Камбоджа, Вьетнам).

## Письменность
У па́ли нет собственной письменности, и тексты на нём пишутся разными шрифтами в зависимости от страны написания: на Шри-Ланке палийская литература написана сингальским шрифтом, в Камбодже — кхмерским, в Мьянме — бирманским, в Таиланде — тайским и т. д. Получение изображения букв соответствующей письменности на компьютере объяснено в статье «Википедия:Поддержка азиатских языков».
В 1894 году был принят стандарт для печатных публикаций для индийских письменных систем, теперь применяемый и к электронным текстам — IAST. По сути IAST является сейчас также стандартом для издания палийских текстов. Франс Вельтхёйс предложил для удобства печати использовать латинское письмо без диакритических знаков (система Вельтхёйса), но для произношения это не удобно.
Порядок букв в палийском алфавите обычно соответствует индийским алфавитам, то есть все гласные идут перед согласными, но могут встречаться незначительные отклонения. В системе IAST алфавитный порядок выглядит следующим образом:
a ā i ī u ū e o ṃ k kh g gh ṅ c ch j jh ñ ṭ ṭh ḍ ḍh ṇ t th d dh n p ph b bh m y r l ḷ v s h
Практическая транскрипция на русский язык с некоторых письменных систем, используемых в пали, приводится в статьях:
- Бирманско-русская практическая транскрипция;
- Кхмерско-русская практическая транскрипция;
- Индийско-русская практическая транскрипция (деванагари, IAST);
- Тайско-русская практическая транскрипция.

## Характеристики языка

### Произношение
| Британский востоковед Чайлдерс Р. Ц. сравнил пали по звучанию с итальянским языком: «Как и итальянский язык, па́ли так же текуч и звонок… …оба предоставляют возможность для выражения возвышенной и энергичной мысли». Так как пали — классический, а не современный разговорный язык, его произношение в разных странах тоже разное. В целом «классическим» считается произношение шри-ланкийских буддийских монахов, хотя они иногда не соблюдают в устной речи некоторых отличий. В па́ли буквы имеют однозначное соответствие со звуками, за несколькими исключениями. | \| IAST \| МФА \| Примечания \| \| ---- \| ---- \| --------------------------------------------------- \| \| a \| [a] \| - \| \| ā \| [a:] \| - \| \| i \| [i] \| - \| \| ī \| [i:] \| - \| \| u \| [u] \| - \| \| ū \| [u:] \| - \| \| e \| [e] \| перед двойными согласными (tt, tth, nd, ṅg и т. п.) \| \| e \| [e:] \| перед единичным согласным или в конце слова \| \| o \| [o] \| перед двойными согласными (tt, tth, nd, ṅg и т. п.) \| \| o \| [o:] \| перед единичным согласным или в конце слова \| |                                                     |
| IAST | МФА | Примечания                                          |
| a | [a] | -                                                   |
| ā | [a:] | -                                                   |
| i | [i] | -                                                   |
| ī | [i:] | -                                                   |
| u | [u] | -                                                   |
| ū | [u:] | -                                                   |
| e | [e] | перед двойными согласными (tt, tth, nd, ṅg и т. п.) |
| e | [e:] | перед единичным согласным или в конце слова         |
| o | [o] | перед двойными согласными (tt, tth, nd, ṅg и т. п.) |
| o | [o:] | перед единичным согласным или в конце слова         |

|               |               |                  | Губные  | Губные      | Зубные  | Альвеолярные | Альвеолярные | Ретрофлексные | Ретрофлексные | Палатальные | Велярные | Глоттальные |
| губно-губные  | губно-зубные  | центральные      | боковые | центральные | Зубные  | боковые      |              |               |               | Палатальные | Велярные | Глоттальные |
| ------------- | ------------- | ---------------- | ------- | ----------- | ------- | ------------ | ------------ | ------------- | ------------- | ----------- | -------- | ----------- |
| Взрывные      | носовые       | носовые          | m [m]   |             | n [n̪]   |              |              | ṇ [ɳ]         |               | ñ [ɲ]       | (ṅ [ŋ])  |             |
| Взрывные      | глухие        | непридыхательные | p [p]   |             | t [t̪]   |              |              | ṭ [ʈ]         |               | c [tʃ]      | k [k]    |             |
| Взрывные      | глухие        | придыхательные   | ph [pʰ] |             | th [t̪ʰ] |              |              | ṭh [ʈʰ]       |               | ch[tʃʰ]     | kh [kʰ]  |             |
| Взрывные      | звонкие       | непридыхательные | b [b]   |             | d [d̪]   |              |              | ḍ [ɖ]         |               | j [dʒ]      | g [ɡ]    |             |
| Взрывные      | звонкие       | придыхательные   | bh [bʱ] |             | dh [d̪ʱ] |              |              | ḍh [ɖʱ]       |               | jh [dʒʱ]    | gh [ɡʱ]  |             |
| Фрикативные   | Фрикативные   | Фрикативные      |         |             |         | s [s]        |              |               |               |             |          | h [h]       |
| Аппроксиманты | Аппроксиманты | непридыхательные |         | v [ʋ]       |         |              | l [l]        | r [ɻ]         | (ḷ [ɭ])       | y [j]       |          |             |
| Аппроксиманты | Аппроксиманты | придыхательные   |         |             |         |              |              |               | (ḷh [ɭʱ])     |             |          |             |

### Грамматика

#### Существительное
Существительное в пали имеет:
- три рода: мужской, женский и средний;
- два числа: единственное и множественное;
- восемь падежей: именительный, винительный, родительный, дательный, творительный, отделительный (аблатив), местный и звательный.

#### Прилагательное
Прилагательные согласуются по роду, падежу и числу с теми существительными, которые они определяют.

## Произведения на пали
Традиционно палийские тексты делятся на «каноническую» и «неканоническую» литературу.

### «Каноническая» литература
В этот разряд включаются тексты, соответствующие образцам подлинного учения Будды. Кроме собственно «Палийского канона» сюда также относят «Махапаритту», тексты которой монахи читают во время церемоний «паритта» (на языке сингала «пирит»), на которых призывается благословение и защита, даваемые Дхаммой.

### «Неканоническая» литература
К «неканонической» литературе относятся в основном комментарии и хроники, а также разнообразные повествовательные работы, инструктивные труды и учебники грамматики. Несколько наскальных надписей, в основном в Юго-восточной Азии, тоже относят сюда же.

#### Комментарии
Самыми известными являются комментарии «Аттхакатха», написанные монахом Буддхагхошей. Также широко известна «Джатакаттхаката» — комментарии на стихи «Джатака», включенные в канон.
Есть и другие формы комментаторской литературы. Например, «Тика» — подкомментарии к комментариям.

### Использованная литература
- Палийская литература / Т. Я. Елизаренкова // Отоми — Пластырь. — М. : Советская энциклопедия, 1975. — С. 119. — (Большая советская энциклопедия : [в 30 т.] / гл. ред.  А. М. Прохоров ; 1969—1978, т. 19).
- Пали / В. Н. Топоров // Отоми — Пластырь. — М. : Советская энциклопедия, 1975. — С. 118. — (Большая советская энциклопедия : [в 30 т.] / гл. ред.  А. М. Прохоров ; 1969—1978, т. 19).
- Джеймс В. Гейр, В. С. Карунатиллаке (перевод Ивахненко Д. А.) Новый курс по чтению па́ли — Delhi, 1998.

### Рекомендуемая литература
- Елизаренкова Т. Я., Топоров В. Н. Язык пали. — 2-е изд. — М.: Издат. фирма «Вост. лит.» РАН, 2003. — 244 с. — (Языки народов Азии и Африки). — 500 экз. — ISBN 5-02-018393-8.
- Минаев И. П. Очерк фонетики и морфологии языка пали — СПБ, 1872 (французский перевод);
- Mayrhofer М. Handbuch des Päli, Bd 1 — 2, Hdlb., 1951;
- Perniola V. A grammar of the Pali language — Colombo, 1958;
- Rhys Davids T. W., Stede W. The Pali Text Society. Pali-English dictionary, pt 1 — 8, L., 1947 — 59;
- Trenckner V. A critical Pali dictionary, v. 1 — 2, Cph., 1924—1960; v. 3, Cph., 1992 (электронная версия:http://pali.hum.ku.dk/cpd/);
- Warder A. K. Introduction to Pali, L., 1963.